# Örkelljunga
Örkelljunga este un oraș în Suedia.

## Demografie
| \| Evoluția demografică a zonei urbane Örkelljunga, 1970–2015 \| Evoluția demografică a zonei urbane Örkelljunga, 1970–2015 \| Evoluția demografică a zonei urbane Örkelljunga, 1970–2015 \| Evoluția demografică a zonei urbane Örkelljunga, 1970–2015 \| Evoluția demografică a zonei urbane Örkelljunga, 1970–2015 \| \| --------------------------------------------------------------------------------------- \| ---------------------------------------------------------- \| ---------------------------------------------------------- \| ---------------------------------------------------------- \| ---------------------------------------------------------- \| \| An \| \| \| Locuitori \| \| \| 1970 \| 1970 \| \| 3.778 \| 3.778 \| \| 1975 \| 1975 \| \| 4.075 \| 4.075 \| \| 1980 \| 1980 \| \| 4.443 \| 4.443 \| \| 1990 \| 1990 \| \| 4.526 \| 4.526 \| \| 1995 \| 1995 \| \| 4.531 \| 4.531 \| \| 2000 \| 2000 \| \| 4.416 \| 4.416 \| \| 2005 \| 2005 \| \| 4.574 \| 4.574 \| \| 2010 \| 2010 \| \| 4.818 \| 4.818 \| \| 2015 \| 2015 \| \| 5.193 \| 5.193 \| \| Sursa: SCB - Statistika Centralbyrån, Folkmängden per tätort. Vart femte år 1960 - 2016 \| \| \| \| \| |      |  |           |       |
| Evoluția demografică a zonei urbane Örkelljunga, 1970–2015 |      |  |           |       |
| An |      |  | Locuitori |       |
| 1970 | 1970 |  | 3.778     | 3.778 |
| 1975 | 1975 |  | 4.075     | 4.075 |
| 1980 | 1980 |  | 4.443     | 4.443 |
| 1990 | 1990 |  | 4.526     | 4.526 |
| 1995 | 1995 |  | 4.531     | 4.531 |
| 2000 | 2000 |  | 4.416     | 4.416 |
| 2005 | 2005 |  | 4.574     | 4.574 |
| 2010 | 2010 |  | 4.818     | 4.818 |
| 2015 | 2015 |  | 5.193     | 5.193 |
| Sursa: SCB - Statistika Centralbyrån, Folkmängden per tätort. Vart femte år 1960 - 2016 |      |  |           |       |